# Marco Campanella
Marco Campanella (Bari, 23 giugno 1971) è uno scultore e illustratore italiano.
È il creatore di Topo Tip. Nel 2014 la Giunti Editore, attuale proprietaria del personaggio, ha realizzato, in una co-produzione internazionale, una serie di cartoni animati (opera dello Studio Bozzetto &Co) trasmessa in 60 paesi e messa in onda in Italia dalla Rai.

## Biografia
Marco Campanella nasce da una famiglia napoletana. È discendente di Tommaso Campanella, filosofo del ‘600 e nipote di Giuseppe Campanella, direttore della scuola d’ingegneria di Napoli all’inizio del secolo scorso e del pianista Michele Campanella.
Va a vivere per due anni in Canada e al ritorno in Italia inizia gli studi artistici frequentando anche l’Istituto Europeo di Design e perfezionandosi, successivamente, come illustratore con Franco Testa, Adelchi Galloni e Lisbeth Zwerger.
Nel 1998 si trasferisce a Milano, dove inizia a lavorare con la Dami Editore. 
Nello stesso periodo si dedica alla scultura collaborando con l'artista Margherita Pavesi Mazzoni.
Nel 2000 si trasferisce in Svizzera dove inizia a lavorare nell'Atelier della scultrice argentina Gabriela Spector.
Nel 2003, realizza un monumento a Madre Teresa di Calcutta per la piazza a lei dedicata nella città di Napoli.
Nel 2010 sposa la giornalista (Rai/Mediaset) Tiziana Alterio con cui vive a Trevignano Romano.

## Opere principali - Illustrazione
- Le Favole più belle, illustrate da Marco Campanella, Dami Editore, 1999
- La Bibbia e la vita di Gesù, Dami Editore, 2000
- Il libro del Bebè, Dami Editore, 2000
- Dottor Thompson, Una giornata faticosa, 2001
- Dottor Thompson, La signorina ficcanaso, 2001
- Dottor Thompson, Un malato speciale, 2001
- Le avventure del Magico Finn, La casa di Finn, Dami editore, 2002
- Le avventure del Magico Finn, La polvere magica, 2002
- Le avventure di Jack e Pet, Il lungo viaggio, Dami Editore, 2003
- Le avventure di Jack e Pet, Chi la fa l’aspetti, Dami Editore, 2003
- Mamma ti voglio bene, Dami Editore, 2003
- Topo Tip, Non fa la nanna, Dami Editore, 2003
- Topo Tip, Non vuole mangiare, Dami Editore, 2003
- Topo Tip, Fa i capricci, Dami Editore, 2003
- Topo Tip, Il Natale di, Dami Editore, 2003
- Prima Comunione, Dami Editore, 2003
- Buonanotte Mamma, Dami Editore, 2004
- Papà ti voglio bene, Dami Editore, 2004
- Topo Tip, Non vuole andare all’asilo, Dami Editore, 2004
- Ben Orso Postino, Alla fattoria, 2004
- Topo Tip, Dice le bugie, Dami Editore, 2005
- Imparo con Topo Tip, La giornata, Dami Editore, 2005
- Imparo con Topo Tip, All’asilo, Dami Editore, 2005
- Imparo con Topo Tip, Gli animali, Dami Editore, 2005
- Topo Tip, Valigetta, Dami Editore, 2005
- Topo Tip, Il primo libro dei ricordi, Dami Editore, 2005
- Nonni vi voglio bene, Dami Editore, 2006
- Ben Orso Postino, In giro per il mondo, 2006
- Topo Tip, Mamma, Non andare a lavorare!, Dami Editore, 2006
- Topo Tip, Non vuole dormire dai nonni, Dami Editore, 2006
- Topo Tip, Ma io volevo un fratellino!, Dami Editore, 2007
- Flipsy, Ho tanta fame! Ho tanto freddo! Ho tanto sonno!, Dami Editore, 2007
- Flipsy, Mi sento solo! Che paura! Ahi, che male!, Dami Editore, 2007
- Topo Tip, Non vuole lavarsi i denti, Dami Editore, 2008
- Topo Tip, Oggi è il mio compleanno, Dami Editore, 2008
- Topo Tip da colorare, Dami Editore, 2008
- Topo Tip, Ciao ciao pannolino, Dami Editore, 2009
- Flipsy, Mamma dove sei, Dami Editore, 2010
- Impara l’inglese, Dami editore, 2010
- Topo Tip, Che paura mamma!, Dami Editore, 2010
- Leo Lausemaus, trodelt mal wieder, Lingen Verlag, 2010
- Scrivo e imparo l’alfabeto con Topo Tip, Dami Editore, 2011
- Scrivo e imparo i numeri e le forme con Topo Tip, Dami Editore, 2012
- Topo Tip, Aiuto ci sono i bulli, Dami Editore, 2012
- Leo Lausemaus, will nicht zum Arzt, Lingen Verlag, 2012
- Leo Lausemaus, Lernt schwimmen, Lingen Verlag, 2012
- Topo Tip, Questo è mio e ci gioco io!, Dami Editore, 2013
- Leo Lausemaus, Kann nicht verlieren, 2013
- Leo Lausemaus, will nicht baden, Lingen Verlag, 2014
- Leo Lausemaus, will nicht aufraumen, Lingen Verlag, 2016

## Opere principali - Scultura
- 2003, Monumento a Madre Teresa di Calcutta per la piazza a lei dedicata a Napoli.
- 2004, Madonna in bronzo, Circolo Posillipo di Napoli.
- 2004, Cristo Risorto, Bozzetto per la facciata della Chiesa della Santissima Trinità (Napoli).
- 2005, Busto bronzeo di Helena Roerich, per la Comunità di Etica Vivente di Città della Pieve (PG).
- 2007, Busto Bronzeo di Tommaso Campanella, collezione privata.